# 糊名
糊名，又称弥封、暗考、封彌，是科舉一種遮掩考生的名字以減少批卷者認出撰卷人的機會的做法。始見於武则天时期，将考生考卷上的名字籍贯等用纸糊上，以防止考生与撰卷人串通作弊。这种做法比较类似现在的密封卷。
自隋朝一代开科取士以后，科举考试成了读书人跨入仕途的唯一信道，事关荣华富贵，副产品(后遗症)科场作弊遂应运而生。 当时的考卷，均由考生写上自己的姓名、籍贯，自从有才低品劣的考生以钱开路、贿买打通关节，加上考官中的心术不正者笑纳之后，为以桃报李，考官阅卷时为考生改错为对，提高等次(分数)，使之榜上有名之事件，就已屡见不鲜。
武则天年间，该现象已经日显猖獗，不少考官「不求学问，唯求财贿」，利用阅卷取士的机会，中饱私囊，大发横财，以致「选官冗冗，甚于羊群，饱学才高之士竟然百无一人」。
针对此种病国之忧，直臣李文成上书朝廷，奏报「科场贿赂纵横，赃污狼籍」，吁请严加制约，纠正弊端。 武则天看了奏章，深感科场作弊严重，若是不加遏止，势必动摇江山根基，危及统治地位。她本是个富于心计的女皇，经一阵思谋，计上心来，降旨一道，规定最高一级的考试——选拔进士的殿试，「自糊其名，暗考以定等第」。就是考生在试卷上写上姓名、籍贯后，用纸糊住。科举考试关防的糊名之法，从此诞生了。
对此，《国史旧闻》中有载：「武后以吏部选人，多不以实，乃命试日，自糊其名暗考，以等第判之，判之糊名，自此始也。」「自糊其名」后，考官不知道哪份试卷是「关系户」的，一时不好做手脚给予关照了。